# Episodi di Fam
La prima e unica stagione della serie televisiva Fam è stata trasmessa dal 10 gennaio all'11 aprile 2019 sul canale televisivo CBC.
In Italia va in onda dal 14 settembre 2020 sul canale televisivo Rai 2.
| N° | Titolo originale       | Titolo in italiano    | Prima TV USA     | Prima TV Italia   |
| -- | ---------------------- | --------------------- | ---------------- | ----------------- |
| 1  | Pilot                  | Abbraccia il panda    | 10 gennaio 2019  | 14 settembre 2020 |
| 2  | Freddy Returns         | Metti un padre a cena | 17 gennaio 2019  | 29 giugno 2021    |
| 3  | Stealing Time          | Il ladro del tempo    | 24 gennaio 2019  | 2 gennaio 2022    |
| 4  | It's Been A While      | La sveltina           | 24 gennaio 2019  | 9 gennaio 2022    |
| 5  | Jolene, Jolene         | Il ritorno di Jolene  | 31 gennaio 2019  | 30 gennaio 2022   |
| 6  | Pregnant Pause         |                       | 14 febbraio 2019 |                   |
| 7  | Drunk in Love          |                       | 21 febbraio 2019 |                   |
| 8  | Jojo Returns           |                       | 28 febbraio 2019 |                   |
| 9  | Ocean View             |                       | 7 marzo 2019     |                   |
| 10 | Dance Dance Resolution |                       | 14 marzo 2019    |                   |
| 11 | Party Girl             |                       | 14 marzo 2019    |                   |
| 12 | Say Mess To The Dress  |                       | 4 aprile 2019    |                   |
| 13 | This is Fam            |                       | 11 aprile 2019   |                   |